# 恋文X
『恋文X』（こいぶみえっくす）は、2014年7月5日公開の日本映画。

## 概要
悩める若者たちの物語を交差させていく、青春ドラマ。

監督は『ぴあフィルムフェスティバル2013』にて、グランプリを受賞した市川悠輔。

2014年7月5日、東京都新宿K's Cinemaにて開催の、『MOOSIC LAB 2014』にて上映された。

## ストーリー
憧れのるり子ちゃんに告白しようとしているさとし、卒業後の進路に悩むユミ、時を同じく現れた記憶喪失の男。

不可解な謎を残して、交錯するそれぞれの想いを描いていく。

## キャスト
- カネコアヤノ[1][2][3]
- 岡野真也[1][2][3]
- 三河悠冴[2][3]
- 徳網正宗[2][3]
- 上川雄介
- 安亜希子
- 田野聖子
- 佐々井隆文

## スタッフ
- 監督・脚本・編集 - 市川悠輔[1][4][5]
- 撮影 - 亀井耶馬人[4][5]
- 劇中歌 - カネコアヤノ[1][4][5]
- 録音 - 渡邊裕也[4][5]
- 照明 - 上村奈帆・平野礼・直井聡[4][5]
- 助監督 - 山口晋策・野崎芳史・山守佑典・森克行[4][5]